# Kiszely Károly
Kiszely Károly (1953) természetvédő demokratikus ellenzéki aktivista, környezetvédő, közíró.
A Szentendrei Ferences Gimnázium elvégzése után esztergályos volt, majd elvégezte teológus szakon a Pázmány Péter Hittudományi Akadémiát. Időközben három évet az NDK-ban töltött kétkezi munkásként. 1987-ben a hatóságok emigrációba kényszerítették. Jelenleg szociálpedagógusként dolgozik.
Az első magyar nem kisegyházhoz tartozó katonai szolgálatmegtagadó volt a kommunista Magyarországon. 1976-ban megtagadta a fegyveres katonai szolgálatot. A hatóságok ezért 33 hónap börtönre ítélték, amit végig le is töltött, kedvezményt nem kapott. A hatalommal kollaboráló magyar katolikus egyház nem nyújtott neki segítséget, elhatárolódott Kiszelytől, majd a példáját követő további katolikus szolgálatmegtagadóktól is. Ezen az álláspontján a magyar katolikus egyház csak 1988-ban változtatott.
Kiszely Károly jelenleg a környezetvédelem terén fejt ki civil tevékenységet. Ő írta az első önálló magyar zöld filozófiai könyvet ("Zöld meditációk", 1985), dolgozta ki a jövő nemzedékek képviselete elvének filozófiáját ("Negyedik Alapelv", 1985-1995) és indította el a kezdeményezést, elemezte a környezetrombolás pénzügyi mozgatóit ("Gyilkos kamat", 1995). Ő kezdeményezte és tartotta ébren az Őrségi Nemzeti Parkot kezdeményező mozgalmat (1995-2002) különösen dr. Zagyva Tibor gombakutató támogatásával. Most a Rába folyó és a Zempléni-hegység nemzeti park szintű védelméért küzd.

## Megjelent könyvei és írásai
- Kiszely Károly: Miért nem fogtam fegyvert? (Alulnézet Kiadó) szamizdat, 1983
- Kiszely Károly: Békemozgalom - de hogyan? (ABC Független Kiadó), szamizdat, 1984.
- Kiszely Károly: Zöld meditációk [ABC Független Kiadó], 1985.
- Kiszely Károly: Gyilkos kamat (3. Part Kiadó), (1995).
- Kiszely Károly:  A pénz hatalma még a gumibotnál is fenyegetõbb!, in: http://www.dunakanyar.net/~di/ev02107.htm
- Kiszely Károly: Die Ungarnsituation: Ein Märchen von den Gebrüdern Grimm?, Mai 2013, Grüne Bildungswerkstatt, https://www.gbw.at/oesterreich/artikelansicht/beitrag/die-ungarnsituation-ein-maerchen-von-den-gebruedern-grimm/ Archiválva 2017. augusztus 27-i dátummal a Wayback Machine-ben
- Kiszely Károly: Ungarn-Krimi –  Europa-Krimi?, 8. April 2014, in: Planet-Burgenland, http://www.planet-burgenland.at/gastbeitrag-karol-kiszely-ungarn-krimi-europa-krimi/ Archiválva 2017. augusztus 27-i dátummal a Wayback Machine-ben

## Magánélete
Az osztrák-magyar határon él természetközeli környezetben, erdőszélen, kutyáival és hucul lovaival. (Jelmondata: "Leheveredhetek a fűbe, tehát vagyok.") Elvált, öt felnőtt gyereke van.